# Жирафа
Жирaфа (акценат: жирáфа; лат. Giraffa camelopardalis) је афрички сисар из реда папкара, највиши од свих копнених животиња. Мужјаци могу бити високи од 4.5 до 5.5 метара и тежити до 1,360 килограма. Рекордна маса једног мужјака је износила приближно 2.000 kg, а висина 5.87 m. Генерално, мужјаци су крупнији од женки, које су од мужјака ниже 70-100 cm.
Жирафе су сродству са јеленима, антилопама и говедима, али су груписане у засебну фамилију, фамилију жирафа (Giraffidae) у коју још спада њихов најближи рођак, окапи. Жирафе живе на простору од Чада до Јужне Африке.
Укупна популација жирафа је процењена на 110.000 до 150.000 јединки. Кенија са 45,000, Танзанија са 30.000 и Боцвана са 12.000 жирафа имају највеће популације.

## Назив
Име камелопардалис је изведено из раноримског назива, где сједињује речи камиле и леопарда. Реч „жирафа“ вероватно потиче од арапске речи الزرافة (ziraafa или zurapha), што значи „скуп, сакупљање“ (животиња), или само „висок“. Ипак, реч у српски није дошла из арапског, већ преко посредног старофранцуског girafe.

## Физичке особине
Оба пола имају рогове, мада су рогови код женки мањи. Рогови су заправо коштани израштаји лобање, покривени кожом и длаком, дуги до 13,5 cm. Код мужјака, калцијум се таложи на костима лобање током целог живота правећи нове израштаје. Рогови расту, пре свега, на челу, око очију и на носној кости, па глава током година постаје све крупнија и тежа. Очи жирафе су крупне и смеђе, заштићене дугим и црним трепавицама.
Жирафе поседују тачке које прекривају цело тело, осим доње делове њихових стомака. Не постоје две жирафе са истим распоредом шара на телу. То је као случај са човеком или зебрама; не постоје два човека са истим отиском прстију или две зебре са истим шарама. Жирафе имају дугачке и снажне вратове, прекривене гривом коју чине кратке и оштре длаке. Врат чини само седам пршљенова, као и код других сисара, али они код одраслих јединки могу да буду широки и до 28 cm. Тако врат може да достигне и два метра. Ове животиње такође имају незнатно издуженије предње ноге, око 10% дуже него њихове задње ноге.
Имају веома дугачак и лепљив језик. Језик жирафе је дуг до 45 cm и прекривен густом пљувачком. Када једе, животиња га увија око лишћа и грања и повлачи га надоле. Користи га и за влажење и чишћење очију.
Да би се крв пумпала све до главе и доводила кисеоник до мозга, потребно је и посебно срце које је код жирафе дугачко 60 cm, тешко више од 11 kg (25 пута веће од човековог), и пумпа 60 до 75 литара крви у минуту. И крвни притисак двоструко је већи него код човека. Захваљујући једном веома истанчаном крвном систему жирафе не падну у несвест кад нагло подигну главу јер им се крв сјури у главу и обратно. То је због система залистака који подешавају артеријски и венски крвоток, као и због зидова крвних судова који натапају мозак који су веома растегљиви.

## Социјални живот и репродукција
Женке жирафа се удружују у групу од дванаест или више јединки, повремено укључујући и неколико младих мужјака. Мужјаци живе у такозваним „младожењачким“ стадима, док старији мужјаци често воде усамљени живот. Мужјак жирафе одређује плодност женке окушавањем њеног урина, да би одредили да ли је она „у терању“.
И жирафама, као и другим биљоједима, размножавање се заснива на харемском начину живота: обично се главни мужјак пари с читавом групом женки како оне, једна по једна, улазе у „терање“. Приступ женкама је могућ само ако постоји хијерархија, а она се постепено ствара још од младих дана да би, када дође време, била утврђена „некингом": реч је о „мачевању“ снажним вратовима. Супарници постављени један наспрам другог почињу да њишу дугачким вратовима укрштајући их вијугавим покретима. Ударци се изводе благо, а сурове борбе су ретке. Обично побеђује онај који има дужи врат и тежу лобању, значи старији.
Бременитост код жирафе траје између 14 и 15 месеци, после чега се рађа једно младунче. Женка се усправљено порађа и ембрионска кеса обично пуца када беба падне на земљу. Новорођена жирафа је отприлике 1.8 m висока. У року од неколико сати после рођења, младунче је већ способно да трчкара около. Оно тада постаје лак плен хијенама, лавовима, леопардима и афричким дивљим псима. Смртност малих жирафа је велика - до 70% у првој години живота. Само 25 од 50% младих жирафа достигне зрелост. Младунче сише млеко до четвртог месеца старости, иако почиње да брсти лишће отприлике већ треће седмице после рођења.
Животни век жирафа је између 20 и 25 година у дивљини, а 28 година у заточеништву.

## Понашање
Жирафа се храни лишћем и грањем дрвета мимозе и акације. Брсти круну акације и притом бира спољне, младе листове који имају два пута више хлорофила, протеина и шећера од оних у унутрашњости круне. Она може да поједе 63 kg лишћа и гранчица и попије око 30 литара воде дневно. Ретко пије воду, али да би то извела мора да се бави акробатиком: прво мора да размакне предње ноге највише што може, а често и да их савије у коленима.
Жирафин корак је елегантан, док може да прилично брзо да трчи. У ходу се креће брзином од 6-7 km/h, а у трку достиже и до 60 km/h. Но, не може дуго да трчи, јер при једном удисају узима 12 литара ваздуха, у поређењу са коњем, који узме пуних 30 литара. Одрасла жирафа се брани шутирањем ногу великом силином. Један једини ударац копитом може да смрска лобању лава, или му поломи кичму.
Жирафа током дана проведе склупчана само два-три сата дневно. Она за сан издвоји веома мало времена - од 10 минута до највише два сата за један дан. То је најкраће време проведено у спавању од свих сисара.
Верује се да су жирафе скоро потпуно неме. Сам жирафин гркљан, односно предео гркљана у коме су смештене гласне жице, скоро је потпуно неразвијен. Ипак, иако генерално тихе и нечујне, могле су се чути како грокћу, фркћу и мучу. Скорија истраживања су доказала да животиње комуницирају на нивоу инфразвука.

## Таксономија
Карл Лине је првобитно класификовао живе жирафе као једну врсту 1758. Дао јој је биномно име Cervus camelopardalis. Мортен Тран Бруних је класификовао род Giraffa 1762. године. Име врсте camelopardalis потиче из латинског.

### Еволуција
|  | Cervidae                                              |
|  |                                                       |
|  | \| \| Bovidae \| \| \| \| \| \| Moschidae \| \| \| \| |
|  |                                                       |
|  | Bovidae                                               |
|  |                                                       |
|  | Moschidae                                             |
|  |                                                       |

|  | Bovidae   |
|  |           |
|  | Moschidae |
|  |           |

|  | Cervidae                                              |
|  |                                                       |
|  | \| \| Bovidae \| \| \| \| \| \| Moschidae \| \| \| \| |
|  |                                                       |
|  | Bovidae                                               |
|  |                                                       |
|  | Moschidae                                             |
|  |                                                       |

|  | Bovidae   |
|  |           |
|  | Moschidae |
|  |           |

|  | Cervidae                                              |
|  |                                                       |
|  | \| \| Bovidae \| \| \| \| \| \| Moschidae \| \| \| \| |
|  |                                                       |
|  | Bovidae                                               |
|  |                                                       |
|  | Moschidae                                             |
|  |                                                       |

|  | Bovidae   |
|  |           |
|  | Moschidae |
|  |           |

|  | Cervidae                                              |
|  |                                                       |
|  | \| \| Bovidae \| \| \| \| \| \| Moschidae \| \| \| \| |
|  |                                                       |
|  | Bovidae                                               |
|  |                                                       |
|  | Moschidae                                             |
|  |                                                       |

|  | Bovidae   |
|  |           |
|  | Moschidae |
|  |           |

Жирафа је један од само два жива рода породице Giraffidae у реду Artiodactyla, а други је окапи. Породица је некада била много обимнија, са преко 10 описаних фосилних родова. Сматра се да је издужење врата почело рано у лози жирафе. Поређења између жирафа и њихових древних рођака сугеришу да су пршљенови близу лобање продужени раније, након чега следи продужење нижих пршљенова. Један рани предак жирафе био је Canthumeryx који се различито датира да је живео пре 25–20 милиона година (mya), 17–15 милиона година или 18–14,3 милиона година, и чији су депозити пронађени у Либији. Ова животиња је била средње величине, витка и слична антилопи. Giraffokeryx се појавио пре 15 милиона година на Индијском потконтиненту и подсећао је на окапија или малу жирафу, имао је дужи врат и сличне осиконе. Giraffokeryx је можда делио кладу са масивнијим жирафама као што су Sivatherium и Bramatherium.

### Подврсте
Данас већина зоолога жирафе дели на девет подврста према посебним шарама и бојама крзна, иако постоје многи прелазни тонови.
- Мрежаста жирафа или сомалијска жирафа (G.c. reticulata) - са многоугаоним, живахним шарама, уоквиреним белим линијама. Боја шара је често тамнонаранџаста и црвена, покривајући и ноге. Распрострањеност: североисточна Кенија, Етиопија и Сомалија.
- Анголска жирафа или чађава жирафа (G.c. angolensis) - Распрострањеност: Ангола, Замбија.
- Кардофанска жирафа (G.c. antiquorum) - има мање, више неправилне шаре чоколадне боје, са жутим линијама. Распрострањеност: источни и југоисточни Судан.
- Масајска жирафа (G.c. tippelskirchi) - има зупчасте, листолике шаре, тамнобраон боје на жутој подлози. Распрострањеност: централна и јужна Кенија, Танзанија.
- Нубијска жирафа (G.c. camelopardalis) - има велике, четвороугаоне шаре боје кестена на белој подлози, без шара на унутрашњим деловима ногу. Распрострањеност: источни Судан и североисточни Конго.
- Ротшилдова жирафа (G.c. rothschildi) - има тамне, браон, замрљане, правоугаоне шаре, са лоше оцртаним крем линијама. Распрострањеност: Уганда и северно-централна Кенија.
- Јужноафричка жирафа (G.c. giraffa) - има заобљене шаре, понеке са звездоликим израштајима на светлој позадини које се протежу до копита. Распрострањеност: Јужноафричка Република, Намибија, Боцвана, Зимбабве и Мозамбик.
- Торникрофтова жирафа (G.c. thornicrofti) - има звездолике или листолике шаре. Распрострањеност: источна Замбија.
- Западноафричка жирафа или нигерска жирафа (G.c. peralta) - има бројне, жуто-црвене шаре. Распрострањеност: Нигер, Камерун.

## Занимљивости
- Жирафе су једине животиње које се рађају са роговима.
- Прву жирафу у Европу је донео Јулије Цезар 46. п. н. е.
- Жирафе имају најдужи реп међу копненим сисарима. Дужина репа са чуперком на крају износи 2,4 m.[2]

## Галерија слика
- Скелет жирафе
- Жирафа у Мелбурншком зоолошком вру
- Портрет жирафе
- Крдо масаи жирафа у Танзанији
- Жирафа, Јагодински зоолошки врт
- Жирафе Зоолошки врт у Хјустону